# 2960 a.C.
Il 2960 a.C. (MMCMLX a.C. in numeri romani) è un anno  del XXX secolo a.C.

## Eventi
- c. 2960 a.C. - Antico Egitto: Qa'a ottavo e ultimo faraone (circa 2960 a.C. - 2925 a.C.) della I dinastia egizia: